# Ancinus brasiliensis
Ancinus brasiliensis is een pissebed uit de familie Ancinidae. De wetenschappelijke naam van de soort is voor het eerst geldig gepubliceerd in 1959 door Lemos de Castro.